# Silicon Integrated Systems

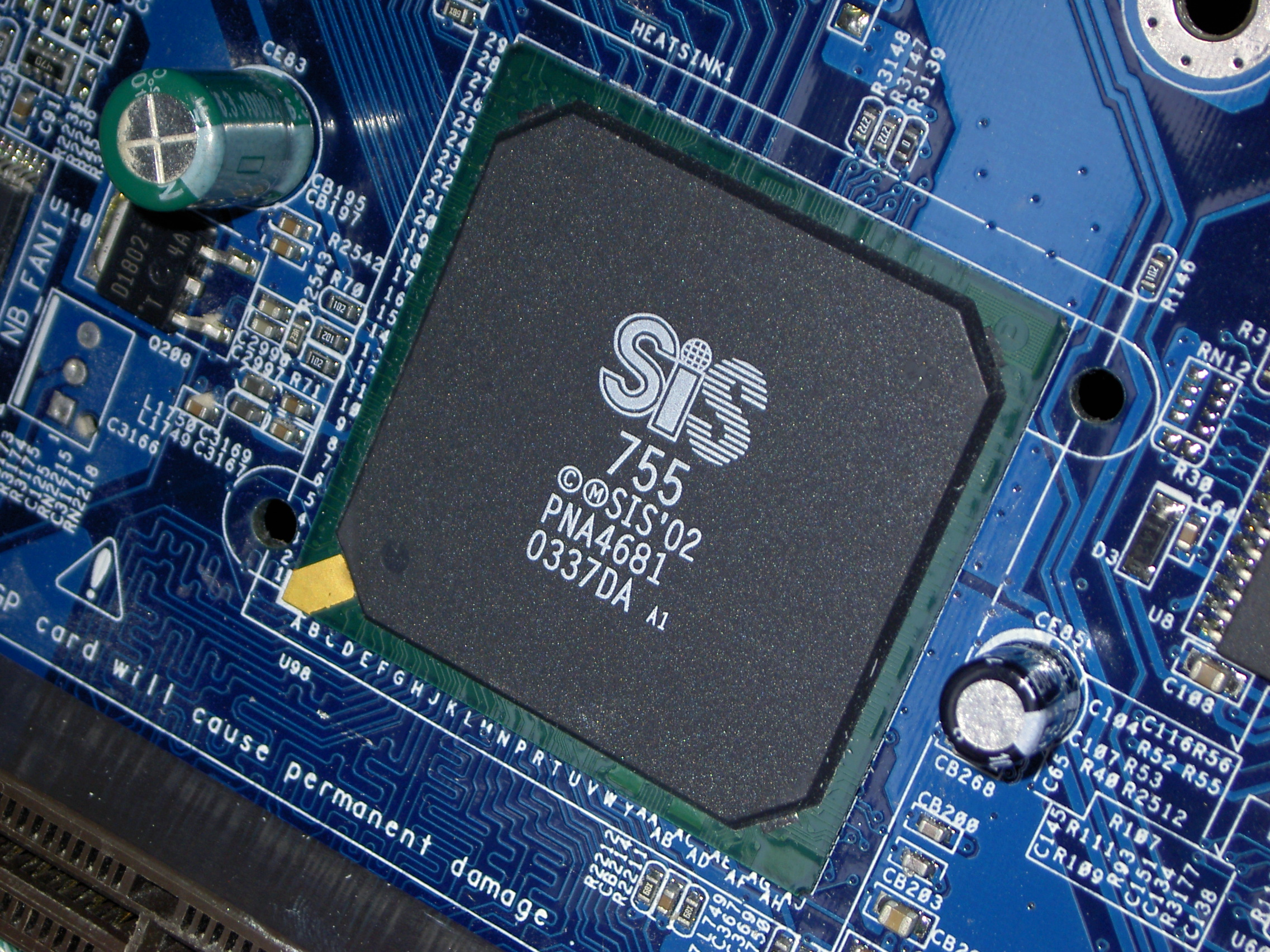
SiS755 ノースブリッジチップ

Silicon Integrated Systems(矽統科技 しとう-かぎ、略称:SiS)は、台湾の半導体メーカー。
主にPC/AT互換機向けチップセットの開発・製造をしていた。
2011年現在、SiS社のWebサイトで掲載されているプロダクトラインナップは組込向け半導体のみとなっており、PC向け半導体からは事実上の撤退をしている。

## 沿革
- 1987年2月、設立。
- 2000年、ファブ（半導体工場）を開設。設計だけでなく、製造も手がけるようになる。
- 2003年、台湾の半導体メーカーであるUMCの傘下となる。グラフィックス部門を独立させ、XGI Technologyを設立する。（XGIはグラフィックチップメーカーのTridentを買収）ファブも独立させ、SiS MicroElectronicsを設立する。
- 2004年、ファブを譲渡し、再びファブレス企業となる。

## 過去のPC向け製品

### チップセット

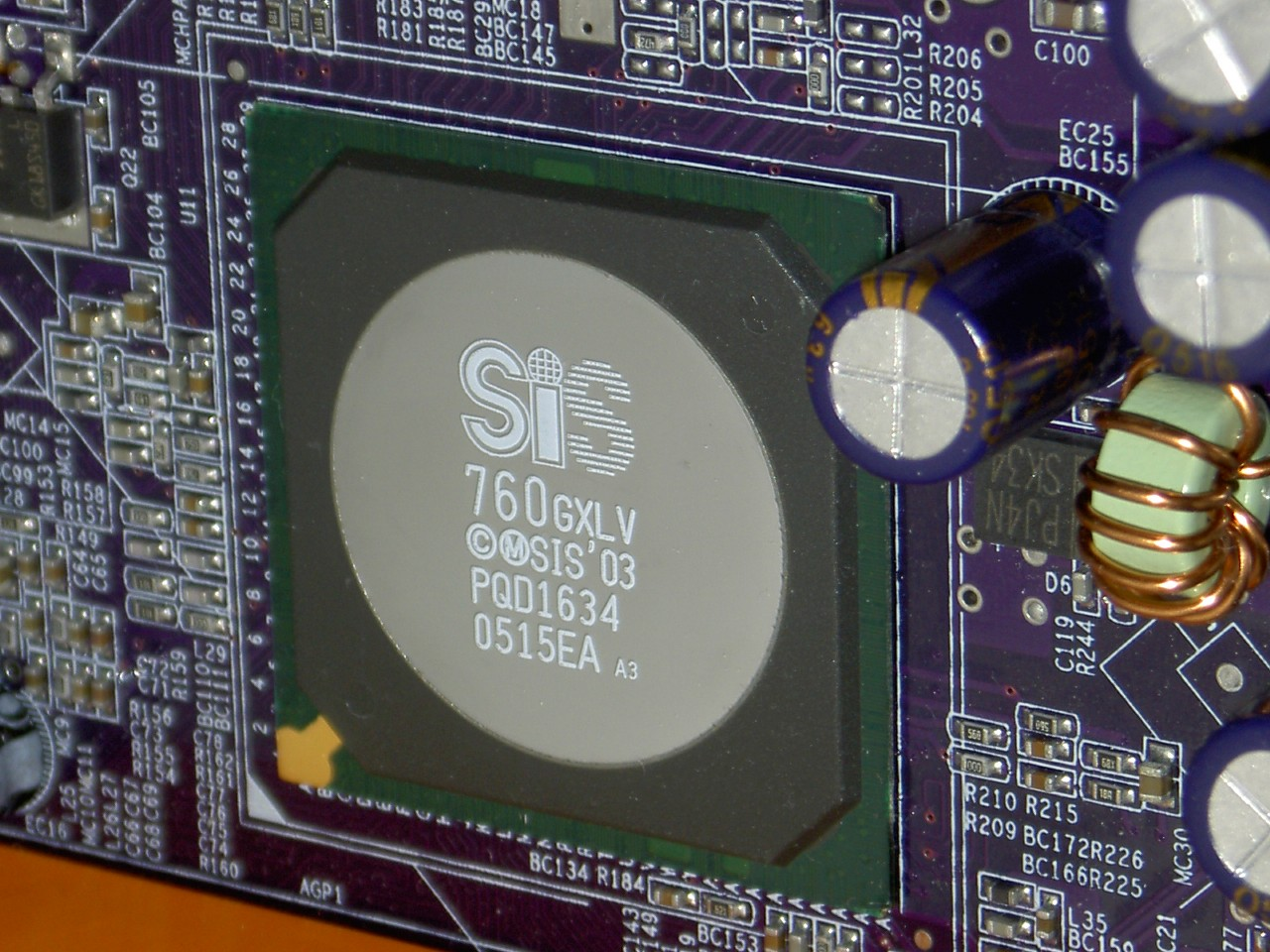
SiS 760GX 統合チップセット

低価格製品を主力にしており、2000年代初頭まではメーカー製PCのエントリーモデルなどに採用されていた。かつてはSiS 645・SiS 650・SiS 651の様に安価かつ安定性の高い製品が多いこと、インテルのライセンスがクリアだったことで一定の評価を得ていた。
また、ノースブリッジとサウスブリッジをワンチップとした製品も多く、これらは転送速度や帯域面、またモバイルや省スペースPCで重視されるフットプリントの縮小に有利であった。グラフィックスチップを自社開発していたため、早い段階からグラフィックス統合チップセットも数多く存在する。
マイクロソフトのゲーム機『Xbox 360』にも、同社のチップセットは採用された。
2000年代後半以降、インテル・AMDの両社がCPUとチップセットを包含したプラットフォーム戦略を加速させたこと、Windows Vistaの登場でチップセット内蔵グラフィック機能への性能要求が跳ね上がったなどの市場の変化に追従できず、急激にシェアを失った。
わずかに特に低価格なネットトップ用チップセットとして採用されていたが、チップセット機能がCPUに取り込まれていくにつれ需要も無くなり、2011年Q1には市場シェアが0.0%となって事実上消滅した。

#### 互換プラットフォーム用
※連記された型番はノースブリッジ/サウスブリッジを、IGPはグラフィックス統合チップセットを表す。

##### Socket 7
- SiS530/SiS5595
- SiS540
- SiS5571
- SiS5591
- SiS5596/SiS5513
- SiS5597
- SiS5598

#### インテルプラットフォーム用

##### Slot 1、Socket 370
- SiS600/SiS5595
- SiS620/SiS5595
- SiS630/SiS960
- SiS633
- SiS635
- SiS640 (IGP)/SiS960

##### Socket 478
- SiS645/SiS961

2001年8月発表。Pentium 4用チップセットで初のPC2700（DDR333）メモリ対応となる。FSB 400MHz、AGP4x、ATA100などをサポート。
- SiS645DX
- SiS648
- SiS648FX
- SiS650 (IGP)/SiS961

2001年9月発表、Pentium 4用で初のグラフィック統合チップセットとなる。共に高い評価を受けたSiS645とSiS315をノースブリッジに統合。ただし、グラフィクチップはSiS315からハードウェアT&L機能と専用VRAMを省略している。メモリはPC2700/PC2100/PC133をサポート。
- SiS651 (IGP)/SiS962L

SiS650をベースとし、FSB533/400MHz、PC2700/PC2100/PC133、ATA133、USB 2.0をサポート、廉価ながらIntel 845を凌駕するスペックとなった。
- SiS652 (IGP)
- SiS655
- SiS655FX
- SiS655TX
- SiSR658/SiS963

CeBIT 2002で発表。PC1200/PC1066（RIMM2100/2400）、AGP8x、ATA133、5.1chオーディオなどをサポート。

##### LGA775
- SiS649
- SiS655

AGP chipset
- SiS656
- SiS661
- SiS661GX
- SiS662 (IGP)
- SiS671
- SiS672

#### AMDプラットフォーム用

##### Slot A、Socket A(Socket 462)
- SiS730
- SiS733
- SiS735
- SiS740/SiS961（IGP）
- SiS741/SiS964（IGP）
- SiS745
- SiS746
- SiS746FX
- SiS748

##### Socket 754、Socket 940
- SiS740（IGP）
- SiS741
- SiS741GX
- SiS755/SiS964
- SiS760/SiS964
- SiS761
- SiS761GX/SiS966

##### Socket 939
- SiS755/SiS964
- SiS756/SiS965L

##### Socket AM2
- SiS756/SiS965L
- SiS761GX/SiS966

### DRAM
2006年からDRAMモジュール事業にも参入している。これはDRAMウェハを外部から購入し、パッケージングとガーバーへの実装のみをSiSが行っており、主にOEM用途で販売されている。

### グラフィック

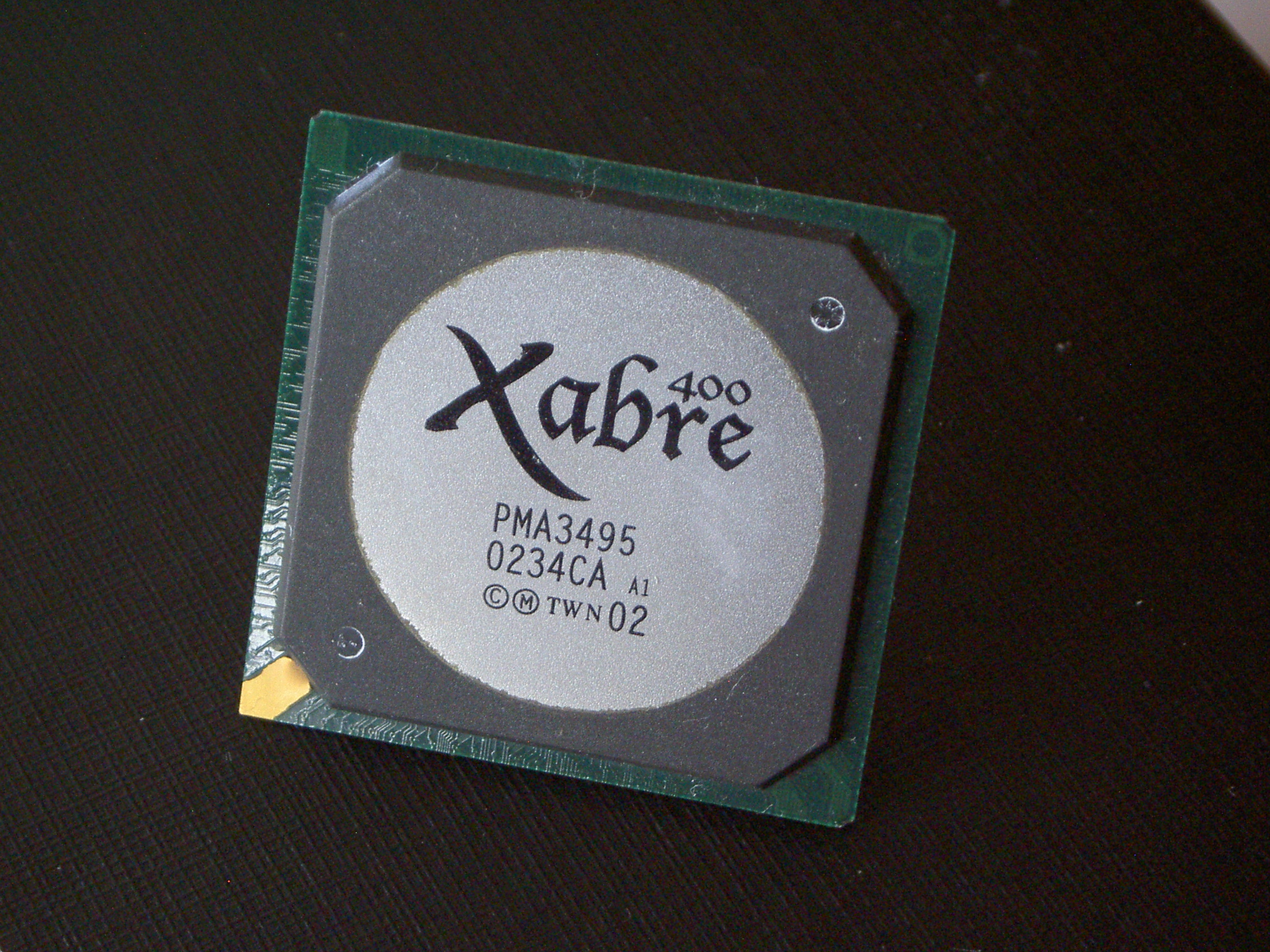
Xabre 400 GPU

主にローエンドからミドルレンジをターゲットとしたグラフィックチップも自社で設計・製造していた。グラフィックコアを自社で開発していたことが、早くからグラフィック統合チップセットを手がけることを可能にしていた。Xabre(SiS330)を最後に単体グラフィックチップ市場からは撤退した。
- SiS 6326
- SiS 300
- SiS 305
- SiS 315
- Xabre（SiS 330）

### ネットワークコントローラ
100BASE-TXに対応したネットワークコントローラSiS 900を製造・販売していた。国内ではメルコ(現バッファロー)社製ネットワークカードLGY-PCI-TXCに採用され販売された。

### プロセッサ
Rise Technologyから買収したmP6コアをベースとして、組込用途のx86互換プロセッサSiS 55xを提供していた。いずれもすでに終了している。